# 1940年のラジオ (日本)
1940年のラジオ (日本)では、1940年の日本のラジオ番組、その他ラジオ界の動向について記す。

## 主な放送番組

### 開始番組

#### 1940年1月放送開始
日本放送協会全国放送
- 20日 - 改訂歌詞長唄選[1]

#### 1940年2月放送開始
日本放送協会都市放送
- 11日 - 週間の動き[1]

#### 1940年11月放送開始
日本放送協会全国放送
- 22日 - ラヂオ青年常会[2]

### 終了番組

#### 1940年4月放送終了
日本放送協会全国放送
- 28日 - 物語「宮本武蔵」